# چند دستور چند داده
در رایانش چند دستور چند داده (انگلیسی: MIMD) به معنی دستور چندگانه، رشتۀ دادۀ چندگانه کلاسی از رایانش موازی در طبقه‌بندی فلین می‌باشد. دستگاه‌هایی که از "چند برنامه چند داده" استفاده می‌کنند، چندین پردازشگر دارند که دستور‌ها را به صورت هم‌زمان و مستقل انجام می‌دهند. در هر زمانی، پردازشگر‌های متفاوتی می‌توانند بر روی تکه‌های مختلف داده عملیات‌های مختلفی انجام دهند. معماری‌های "چند دستور چند داده" می‌توانند در چندین حوزۀ کاری چون طراحی رایانه‌ای/ساخت به کمک رایانه، شبیه‌سازی کامپیوتری، مدل‌سازی و کلید‌های ارتباطی استفاده شوند.
|            | یک دستورالعمل            | چندین دستورالعمل          | یک برنامه                 | چندین برنامه               |
| ---------- | ------------------------ | ------------------------- | ------------------------- | -------------------------- |
| یک داده    | یک دستور یک داده (SISD)  | چند دستور یک داده (MISD)  |                           |                            |
| چندین داده | یک دستور چند داده (SIMD) | چند دستور چند داده (MIMD) | یک برنامه چند داده (SPMD) | چند برنامه چند داده (MPMD) |

حافظۀ "چند دستور چند داده" می‌توانند در ردۀ حافظۀ مشترک یا حافظۀ توزیع‌شده قرار گیرند. این رده‌بندی بر اساس نحوۀ دسترسی پردازشگر‌های "چند دستور چند داده" بر حافظه انجام می‌گیرد. سیستم‌های حافظۀ مشترک ممکن است از نوع شبکه باس، قابل تمدید با سلسه مرتبه‌ای باشند. سیستم‌های حافظۀ توزیع‌شده نیز می‌توانند جزو شبکه توری یا مکعبی باشند.